# Ланкастър (окръг, Южна Каролина)
Вижте пояснителната страница за други населени места с името Ланкастър.
Окръг Ланкастър (на английски: Lancaster County) е окръг в щата Южна Каролина, Съединени американски щати. Площта му е 1437 km², а населението – 96 016 души (1 април 2020). Административен център е град Ланкастър.